# Ниобрара (река)
Ниобрара (на английски: Niobrara River) е река в Съединените американски щати, приток на река Мисури. Реката извира в окръг Ниобрара в източен Уайоминг. Тече на изток 690 км и се влива в река Мисури близо до градчето Ниобрара на границата с Южна Дакота. Водосборният и басейн е 33 700 км2. Името на реката идва от езика Омаха-понка и означава „течаща, разстилаща се вода“. Ниобрара има няколко големи притока и множество по-малки. Най-значими от тях са:
- Снейк Крийк
- Гордън Крийк
- Минечадуса Крийк
- Плъм Крийк
- Лонг Пайн Крийк
- Кея Паха
- Вердигри